# Montsoreau
Montsoreau (fransk udtale: [mɔ̃soʁo]), er en landsby i Loiredalen i Maine-et-Loire departement i det vestlige Frankrig Loire, 160 km fra Atlanterhavskysten og 250 km fra Paris. Landsbyen er opført blandt de smukkeste landsbyer i Frankrig og en del af Loiredalen på UNESCO's Verdensarvsliste.
Montsoreau er medtaget i Les Plus Beaux Villages de France, som er en liste med Frankrigs smukkeste byer.

## Klima
| Vejr for Montsoreau                                                                                             | Vejr for Montsoreau | Vejr for Montsoreau | Vejr for Montsoreau | Vejr for Montsoreau | Vejr for Montsoreau | Vejr for Montsoreau | Vejr for Montsoreau | Vejr for Montsoreau | Vejr for Montsoreau | Vejr for Montsoreau | Vejr for Montsoreau | Vejr for Montsoreau | Vejr for Montsoreau |
| | Jan                 | Feb                 | Mar                 | Apr                 | Maj                 | Jun                 | Jul                 | Aug                 | Sep                 | Okt                 | Nov                 | Dec                 | År                  |
| --- | ------------------- | ------------------- | ------------------- | ------------------- | ------------------- | ------------------- | ------------------- | ------------------- | ------------------- | ------------------- | ------------------- | ------------------- | ------------------- |
| Gennemsnitlig maks °C                                                                                           | 11,1                | 12,1                | 15,1                | 17,4                | 22,5                | 27                  | 26,4                | 27,2                | 21,6                | 19,9                | 12,7                | 9,2                 | 19,2                |
| Gennemsnitlig °C                                                                                                | 6,2                 | 8,2                 | 10,8                | 10,9                | 16,5                | 20,6                | 20,8                | 21,4                | 16,5                | 15                  | 8,5                 | 5,9                 | 14,1                |
| Gennemsnitlig min °C                                                                                            | 8,8                 | 4                   | 6,5                 | 4,5                 | 10,6                | 14,2                | 15,3                | 15,3                | 11,2                | 10,2                | 4,4                 | 2,6                 | 9                   |
| Gennemsnitlig nedbør mm                                                                                         | 66                  | 35                  | 50                  | 3,5                 | 45                  | 51                  | 27                  | 15,5                | 34                  | 11,5                | 29                  | 40                  | 411                 |
| Kilde: Climatologie mensuelle à la station de Montreuil-Bellay.; Infoclimat.fr (humidity, snowy days 1961–1990) |                     |                     |                     |                     |                     |                     |                     |                     |                     |                     |                     |                     |                     |